# Biografielijst A-Aa

## A
- Isabelle A, pseudoniem van Isabelle Adam, (1975), Vlaams zangeres

## Aa

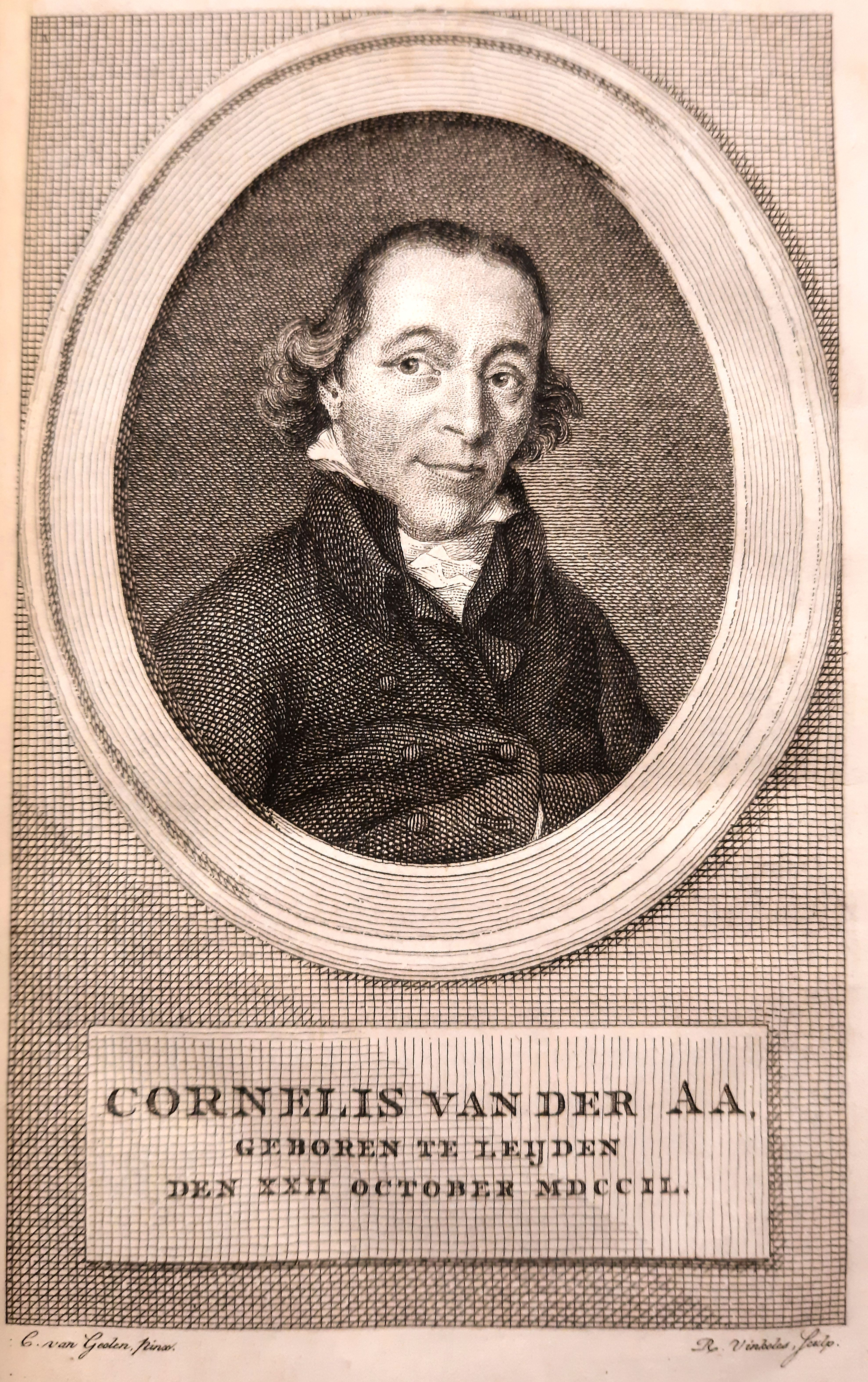
Cornelis van der Aa

- Abraham Jacob van der Aa (1792-1857), Nederlands letterkundige
- Adolf van der Aa († 1568), Nederlands edelman
- Beatrix van Aa (1200-1268), Brabants schrijfster
- Christianus Carolus Henricus van der Aa (1718-1793), Nederlands predikant en secretaris van de Hollandsche Maatschappij van Wetenschappen
- Christianus Petrus Eliza Robidé van der Aa (1791-1851), Nederlands jurist en auteur
- Cornelis (Cees) Johannes van der Aa (1883-1950), Nederlands kunstschilder en kunsthandelaar
- Cora Aa (1914-2007), Nederlands beeldhouwster, keramiste en tekenares
- Cornelis van der Aa (1749-1815), Nederlands boekhandelaar en schrijver
- Dirk van der Aa (1731-1809), Nederlands kunstschilder
- Filips van der Aa (16e eeuw), Zuid-Nederlands staatsman
- Frans Van der Aa, (1955), Belgisch acteur
- Huibert Cornelis van der Aa (1828-1897), Nederlands orgelbouwer
- Jan Simon van der Aa (1865-1944), Nederlands jurist, hoogleraar en ambtenaar
- Johannes van der Aa (1824-1860), Nederlands orgelbouwer
- Liesa Van der Aa (1986), Vlaams actrice en zangeres
- Marcel Van der Aa (1924-2002), Vlaams-Belgisch politicus
- Martinus Wilhelmus van der Aa (1831-1905), Nederlands auteur
- Michel van der Aa (1970), Nederlands componist
- Petrus van der Aa (1530-1594), Belgisch jurist
- Pierre Jean Baptiste Charles van der Aa (1770-1812), Nederlands jurist, patriot en schrijver
- Pieter Jan Baptist Carel Robidé van der Aa (1832-1887), Nederlands Indonesiëkundige en geograaf
- Pieter van der Aa (1659-1733), Nederlands cartograaf en drukker
- Wilhelmus Lambertus Johannes Jozef (Willem) Pince van der Aa, Nederlands boekhandelaar
- Jean-Baptiste van der Aa de Randerode (1780-1848), Antwerps notabele en edelman

## Aab

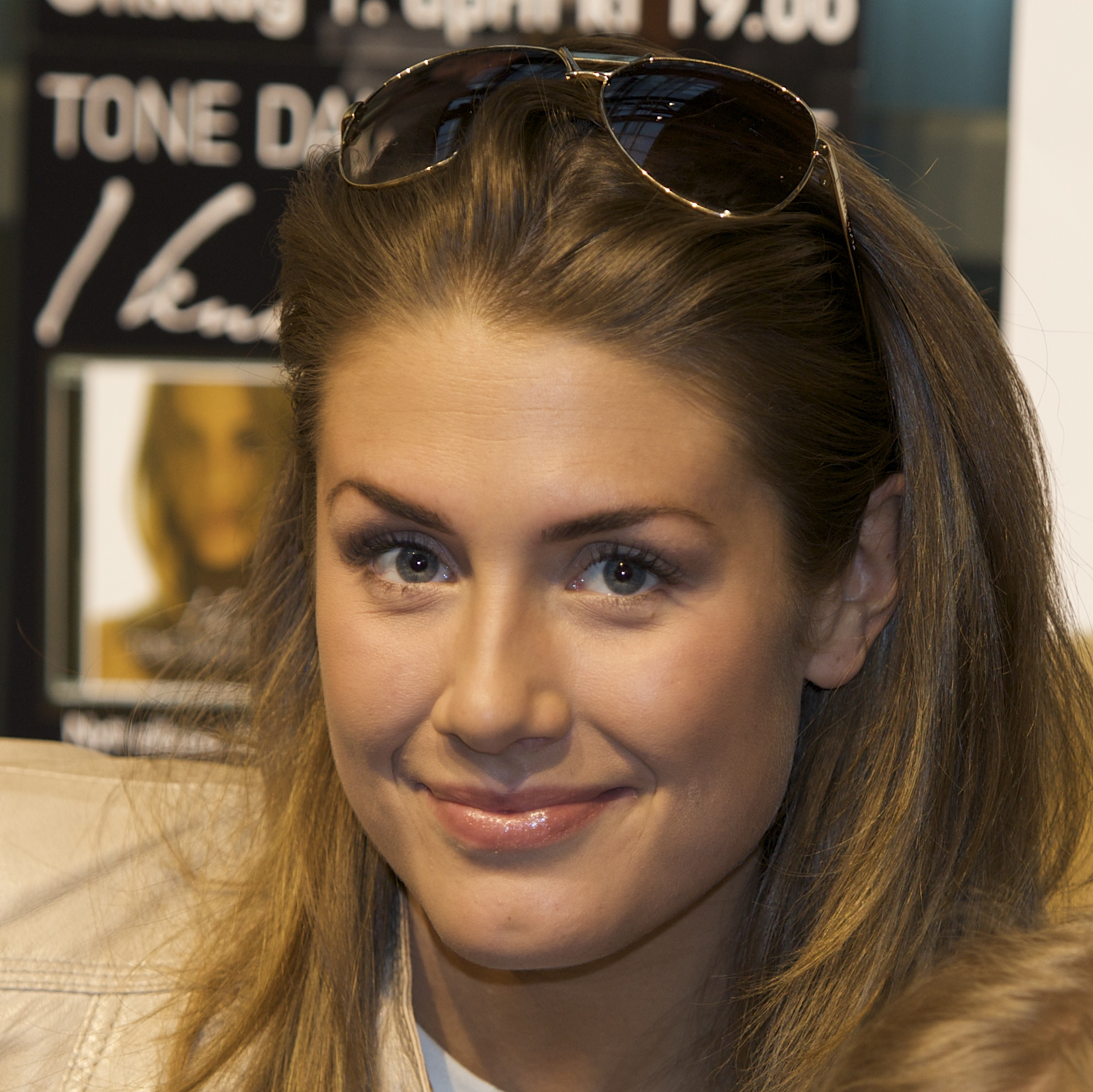
Tone Damli Aaberge (2009)

- Hans Aabech (1948-2018), Deens voetballer
- Kim Aabech (1983), Deens voetballer
- Tone Damli Aaberge (1988), Noors zangeres
- Edgar Aabye (1865-1941), Deens atleet en journalist
- Karen Aabye (1904-1982), Deens schrijfster en journaliste

## Aac
- Hans von Aachen (1552-1615), Duits kunstschilder

## Aad
- Reda Aadel (1990), Marokkaans wielrenner

## Aaf

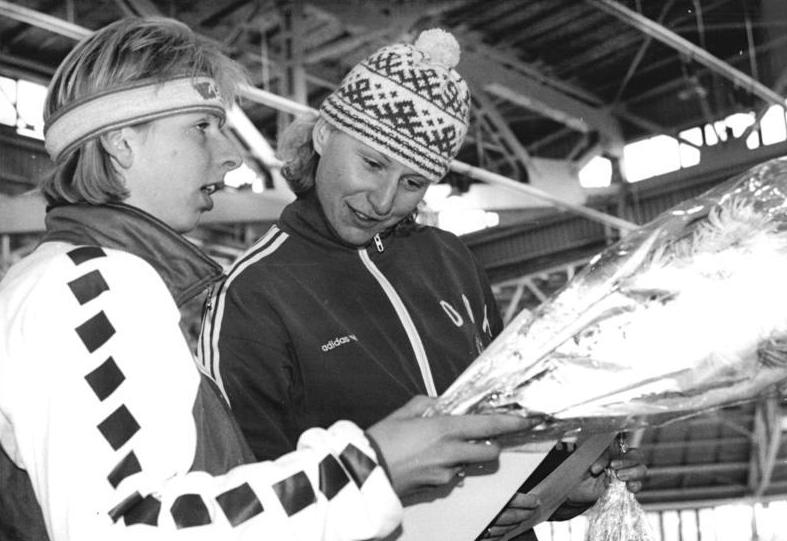
Christine Aaftink (l) in 1989

- Bertus Aafjes (1914-1993), Nederlands schrijver en dichter
- Cor Aafjes (1923-2016), Nederlands atlete
- Gerard Aafjes (1985), Nederlands voetballer
- Sijtje Antje Agatha Aafjes (1893-1972), Nederlands illustratrice, aquarellist en pentekenaar
- Christine Jacoba Aaftink (1966), Nederlands schaatsster

## Aag
- Torstein Aagaard-Nilsen (1964), Noors componist
- Aage van Denemarken (1887-1940), Deens prins
- Carl Aage Præst (1922-2011), Deens voetballer

## Aak

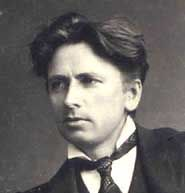
Jeppe Aakjær

- Ernst van Aaken (1910-1984), Duits sportarts en atletiektrainer
- George Karel Gerardus van Aaken (1851-1920), Nederlands violist
- Jacob van Aaken (16e eeuw), Nederlands bouwmeester
- Jeppe Aakjær (1866-1930), Deens dichter en romanschrijver

## Aal

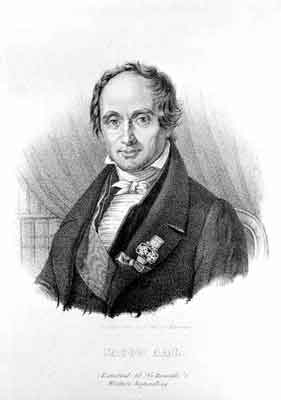
Jacob Aall (ca. 1839)

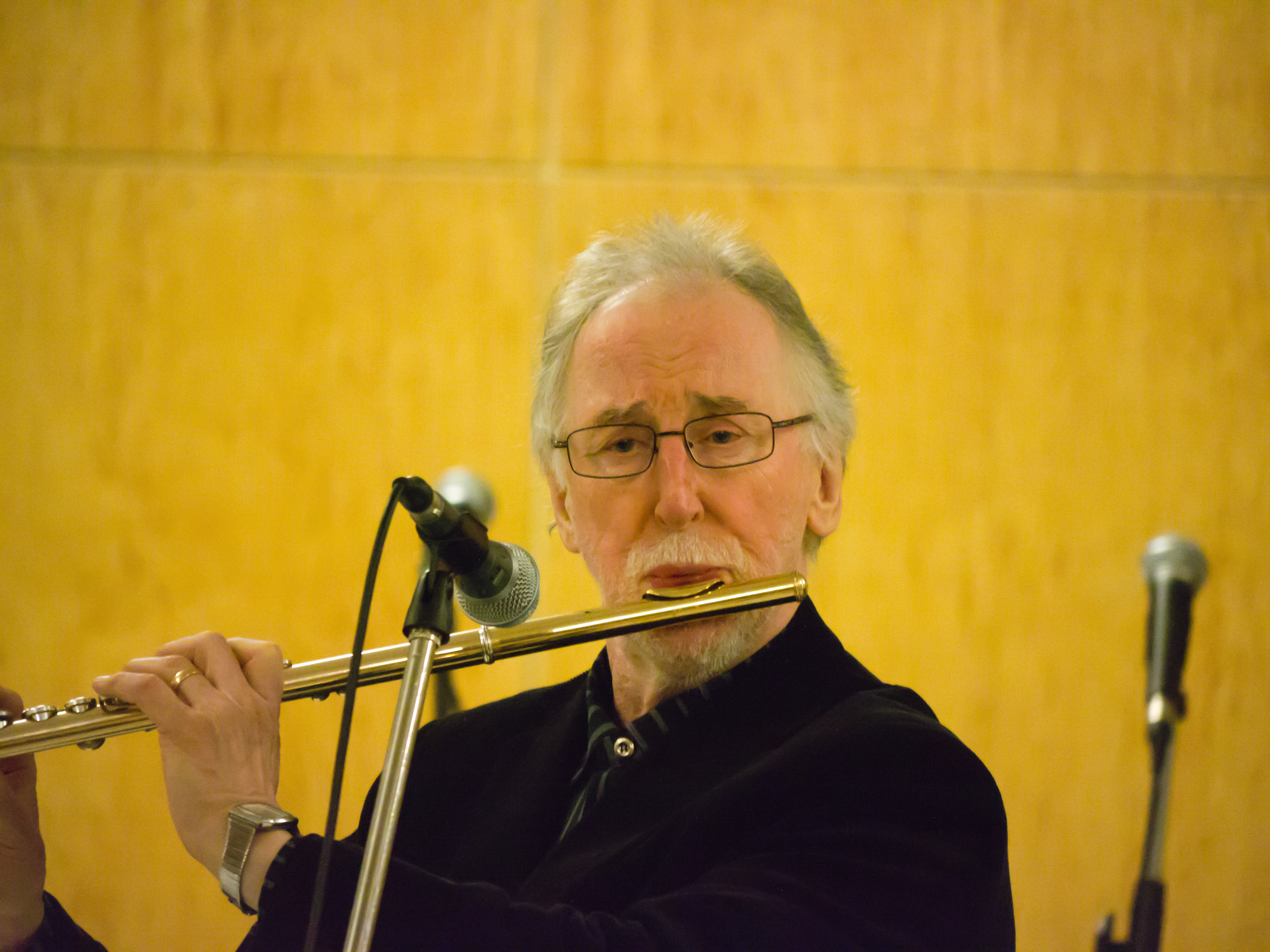
Juhani Aaltonen

- De Aal, pseudoniem van Albert Anton Johan (Bert) van Aalten, (1949), Nederlands zanger en tandarts-parodontoloog
- Henri-François Van Aal (1933-2001), Belgisch politicus
- Albert Frederik Aalbers (1897-1961), Nederlands architect
- Carlos Aalbers (1964), Nederlands voetballer
- Jeroen Aalbers (1982), Nederlands schrijver
- Karel Aalbers (1949), Nederlands sportbestuurder en stadion-directeur
- Theo Aalbers (1938-2017), Nederlands voetbalbestuurder
- Pieter-Jaap Aalbersberg (1959), Nederlands politiefunctionaris
- Han B. Aalberse, pseudoniem van Johannes van Keulen, (1917-1983), Nederlands uitgever, schrijver en vertaler
- Petrus Josephus Matthaeus Aalberse (1871-1948), Nederlands KVP-politicus en minister
- Petrus Josephus Matthaeus Aalberse (1910-1989), Nederlands jurist en politicus
- A. (Arie) Aalberts (1952), Nederlands politicus en burgemeester
- Jan Aalberts (1939), Nederlands ondernemer
- Edgar Aalbertsen (1973), Nederlands voetballer
- Janus Aalbrecht (1930-2006), Nederlands voetbalscheidsrechter
- Robbert Paul Aalbregt (1964), Nederlands hockeycoach en gymnastiekdocent
- Arnoud Spiering van Aalburg (15e eeuw), schout en schildknaap
- Albert van Aalderen (1892-1988), Nederlands verzetsstrijder
- Herman Jan van Aalderen (1886-1945), Nederlands verzetsstrijder
- Johannes (Jos) van Aalderen (1909-1988), Nederlands ondernemer en verzetsstrijder
- Roel J.M. van Aalderen, Nederlands golfbaanarchitect
- Jantje van Aalderen-Koster (1896-1967), Nederlands verzetsstrijdster
- Aleidus Aalderink (1945), Nederlands politicus en belangenbehartiger voor doven en slechthorenden
- H.A.J. (Henk) Aalderink (1949), Nederlands burgemeester
- Gerard Aalders (1946), Nederlandse historicus
- Gerhard Jean Daniel Aalders H. Willemszoon (1914-1987), Nederlands hoogleraar
- Hendrikus Johannes Jacobus (Hein) Aalders (1923), Nederlands politicus
- Steven Aalders (1959), Nederlands beeldend kunstenaar
- Willem (Wim) Aalders (1909-2005), Nederlands theoloog
- Willem Jan Aalders (1870-1945), Nederlands hoogleraar in de ethiek en wijsbegeerte
- Rika Aaldriks (1943-2010), Nederlands strafrechter
- Bob van Aalen (1965), Nederlands honkballer
- Henricus Jacobus Hubertus (Henri) van Aalen (1860-1885), Nederlands moordenaar
- Gerrit Aalfs (1892-1970), Nederlands tekenleraar, fotograaf en filmer
- Hendrik Arnoldus Aalfs (1861-1945), Nederlandse burgemeester
- Redouan Aalhoul (1992), Belgisch voetballer
- Aaliyah, pseudoniem van Aaliyah Dana Haughton, (1979-2001), Amerikaans zangeres en actrice
- Anathon Aall (1867-1943), Noors wijsgeer en hoogleraar
- Jacob Aall (1773-1844), Noors politicus
- William Charles Aalsmeer (1889-1957), Nederlands cardioloog
- Boudewijn III van Aalst, heer van Aalst
- Colette van Aalst (1989), Nederlands voetbalster
- Cornelis Johannes Karel van Aalst (1866-1939), Nederlands bankier en ondernemer
- Diederik van Aalst (ca. 1144-1166), laatste heer van Aalst
- Gerard van Aalst (1896-1965), Nederlandse tekenleraar en beeldhouwer
- Hendrik Krayer van Aalst (1869-1933), Nederlandse zendeling
- Iwein van Aalst (12e eeuw), Vlaams ridder en heer van Aalst
- Josephus Leonardus Anthonius (Joost) van Aalst (1942), Nederlands marineofficier
- Kees van Aalst (1933), Nederlands beeldend kunstenaar en illustrator
- S.P.H.M. (Simone) Dirven-van Aalst (1957), Nederlands politica
- Aalt Aalten (1949), Nederlands ademhalingstherapeut, aikidosensei en pranayamadocent
- Cornelia (Cor) Aalten (1913-1991), Nederlands sprintster
- Geert van Aalten (ca. 1958), Nederlands dammer
- Geertruida Everdina Wilhelmina (Truus) van Aalten (1910-1999), Nederlands filmactrice en onderneemster
- Simon Jakob Levie van Aalten jr. (1863-1928), Nederlands politicus
- Thomas van Aalten (1978), Nederlands schrijver en journalist
- Aalt M., pseudoniem van Aalt Mondria, (1957), Nederlands crimineel
- Aino Aalto (1894-1949), Fins ontwerpster
- Hugo Alvar Henrik (Alvar) Aalto (1898-1976), Fins architect en ontwerper
- Ossi Aalto (1910-2009), Finse jazzdrummer en bandleider
- Saara Aalto (1987), Finse zangeres, songwriter en voice-over
- Erkki Aaltonen (1910-1990), Fins violist en componist
- Juhani Aaltonen (1935), Fins fluitist en saxofonist
- Mika Aaltonen (1965), Fins voetballer
- Paavo Aaltonen (1919-1962), Fins gymnast
- Patrick Aaltonen (1994), Thais-Fins voetballer
- Rauno August Aaltonen (1938), Fins rallyrijder
- Ulla-Maija (Uma) Aaltonen (1940-2009), Fins jeugdboekenschrijfster, journaliste en politica
- Wäinö Aaltonen (1894-1966), Fins kunstenaar

## Aam
- Kjetil André Aamodt (1971), Noors alpineskiër
- Ragnhild Aamodt (1980), Noors handbalster
- Mustapha El Aamrani (1986), Nederlands voetballer

## Aan
- Alexander Aan (1981), Indonesische ex-moslim en atheïst
- Gert Aandewiel (1969), Nederlands voetballer en voetbalcoach
- Ismaël Aaneba (1999), Frans-Marokkaans voetballer
- Vic Aanensen (1953-2025), Australianfootballspeler
- Fritz Aanes (1978), Noors worstelaar
- Nils Egil Aaness (1936-2024), Noors langebaanschaatser
- Sibe van Aangium, pseudoniem van Hendrik Steen, (1895-1953), Nederlands predikant en schrijver van kinderboeken
- Patrick van Aanholt (1990), Nederlands voetballer
- Philipine van Aanholt (1992), Nederlands-Curaçaos zeilster
- Inge Aanstoot (1987), Nederlands beeldend kunstenaar
- Jan Aantjes (1920-2015), Nederlands politicus
- Johan Aantjes (1958), Nederlands waterpolospeler
- Klaas Aantjes (1894-1951), Nederlands bestuurder
- Willem Aantjes (1923-2015), Nederlands politicus

## Aar

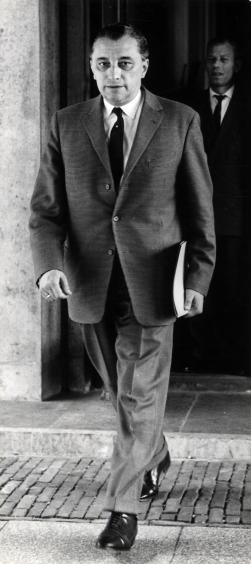
Johannes (Jan) van Aartsen (1962)

- Henny van der Aar (1953), Nederlands voormalig profvoetballer
- Hetty van Aar (1948), Nederlandse jeugdboekenauteur
- Ibrahim Aarab (1988), Marokkaans-Nederlands kickbokser
- Naïm Aarab (1988), Belgisch voetballer van Marokkaanse komaf
- Mohammed ben Aarafa (geb. 1886 of 1889-1976), sultan van Marokko (1953-1955)
- Adnane Aarbia (1983), Marokkaans wielrenner
- Evert Aardema (1938-2006), Nederlands jurist en hoogleraar
- Max Aardema (1963), Nederlands politicus
- Jacobus Maria (Jacques) Aarden (1914-1997), Nederlands politicus
- Willemien Aardenburg (1966), Nederlands voormalig hockeyspeelster
- Gijsbert Michiel Vredenrijk (Gijs) van Aardenne (1930-1995), Nederlands politicus
- Tanja van Aardenne-Ehrenfest, geboren als Tatjana Pavlovna Ehrenfest, (1905-1984), Nederlands wiskundige
- Vastert Huygen Cornelis van Aardenne (1963), Nederlands acteur
- Sem Aardewerk (1929-1995), Nederlands interieurontwerper
- Pepijn Aardewijn (1970), Nederlands roeier
- Aart Aardoom (1906-1985), Nederlands verzetsstrijder tijdens de Tweede Wereldoorlog
- Bob Aardoom (1941), Nederlands voormalig profvoetballer
- Hanny Aardse (1940), Nederlands voetballer
- Rob Aardse (1938), Nederlands verzamelaar
- Gerard J. M. van den Aardweg (1936), Nederlands psycholoog
- Jan Karel Eduard Koolhaas Aarinksen (1841-1906), Nederlands violist
- Peter van Aarle (1962-2005), Nederlands oprichter en conservator van de Internet Adult Film Database
- Signy Aarna (1990), Estisch voetbalster
- Els Aarne (1917-1995), Ests componiste en pianiste
- Tom Aage Aarnes (1977), Noors schansspringer
- Eero Aarnio (1932), Fins binnenhuisarchitect
- Cornelis Aarnouts (1914-1943), Nederlands verzetsstrijder
- Leuntje Aarnoutse (1967), Nederlands kinderboekenschrijfster
- Sveinung Aarnseth (1933-2019), Noors voetballer
- Aäron (2e millennium v.Chr.), Israëlitisch leider
- Abe Aaron (1910-1970), Canadees en Amerikaans jazzmuzikant
- Arthur Louis Aaron (1922-1943), Brits bombardementspiloot
- Caroline Aaron (1952), Amerikaans actrice en filmproducente
- Henry Louis (Hank) Aaron (1934-2021), Amerikaans honkballer
- Marlyn Aaron (1959), Surinaamse politica
- Thomas Dean Aaron (1937), Amerikaans golfprofessional
- Ann Kristin Aarønes (1973), Noors voetbalster
- Albert W. "Al" Aarons (1932-2015), Amerikaans jazzmuzikant
- Max Aarons (2000), Engels voetballer
- Rolando Aarons (1995), Engels voetballer
- Ruth Hughes Aarons (1918-1980), Amerikaans tafeltennisspeelster
- Irving Aaronson (1895-1963), Amerikaans jazzpianist en bigband-leider
- Tor Hogne Aarøy (1977), Noors voetballer
- Jacobus Abraham Adolf (Koos) Aarse (1914-1982), Nederlands journalist en politicus
- Eivind Aarset (1961), Noors (bas-)gitarist en componist
- Øystein Aarseth, bekend als Euronymous, (1968-1993), Noors blackmetalartiest
- Hans Aarsman (1951), Nederlands fotograaf en schrijver
- Dennis van Aarssen (1994), Nederlandse zanger
- Hanne van Aart (1985), Nederlands bestuurder en politica
- Reinier van der Aart (1975), Nederlands fotograaf
- Thijs Aarten (1961), Nederlands voormalig profvoetballer
- Antonie Maria Johannes Cornelis (Ton) Aarts (1936), Nederlands politicus
- Antoon Aarts (1902-1978), Vlaams Priester en schrijver
- Ben Aarts (1941-2010), Nederlands voormalig profvoetballer
- Cornelis Wilhelmus Antonia Maria (Kees) Aarts (1959), Nederlands politicoloog en hoogleraar
- Emile Aarts (1955), Nederlands wis- en natuurkundige
- Erwin Aarts (20ste eeuw), Nederlands theaterproducent
- Henricus Johannes Bernardus (Harry) Aarts (1930), Nederlands politicus
- Johannes Josephus Aarts (1871-1934), Nederlands kunstschilder, tekenaar, lithograaf en publicist
- Johannes Michael Aarts (1938-2018), Nederlandse wiskundige
- Kees Adrianus Ludovicus Aarts (1941-2008), Nederlands voetballer
- Laura Aarts (1996), Nederlandse waterpolokeeper
- Marcel Aarts (1983), Nederlands basketballer
- Nathalie Aarts (1969), Nederlands zangeres
- Petronella H.M. (Nellie) Jacobs-Aarts (1942-2018), Nederlands burgemeester
- Noëlle Aarts (1957), Nederlands communicatiedeskundige en hoogleraar
- Roel Aarts (1993), Nederlands basketballer
- Jacobus Johannes van Aartsen (1936), Nederlands malacoloog
- Jan van Aartsen (1909-1992), Nederlands politicus, vader van Jozias van Aartsten
- Jos Aartsen (1954), Nederlands bestuurder
- Jozias van Aartsen (1947), Nederlands ambtenaar en politicus
- Stefan Remco Aartsen (1975), Nederlands zwemmer
- Thierry Aartsen (1989), Nederlands politicus
- Maria (Ria) Aartsen-den Harder (1946), Nederlands politica
- W.M. (Wilma) Verver-Aartsen (1958), Nederlands burgemeester

## Aas

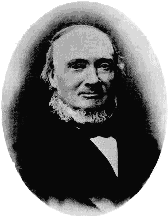
Ivar Aasen

- Alexander Aas (1978), Noors voormalig voetballer
- Kristine (Stine) Aas (1791-1838), Noors kunstenares en oprichtster van liefdadigheidsinstellingen
- Roald Edgard Aas (1928-2012), Noors schaatser
- Øyvind Aasekjær (1882-1921), Noors zanger
- Borghild Aasen (1914), Noors schaatser
- Ivar Andreas Aasen (1813-1896), Noors taalkundige
- John Aasen (1890-1938), Amerikaans acteur
- Karl Aasland (1918-1982), Noors politicus
- Hardo Aasmäe (1951-2014), Estisch politicus
- Josine Dominique Maria Petra (Ine) Aasted-Madsen-van Stiphout (1961), Nederlands politicus
- Lorents Ola Aasvold (1988), Noors voormalig wielrenner

## Aat
- Aat (19e eeuw v.Chr.), Oud-Egyptisch koningin uit de 12e Dynastie van Egypte
- Christopher van der Aat (1995), Nederlands voormalig voetballer
- Henri van der Aat (1957), Nederlands sportbestuurder
- Najat Aâtabou (1960), Marokkaans zangeres, tekstschrijver en componist

## Aav
- Evald Aav (1900-1939), Ests operacomponist
- Urmo Aava (1979), Ests rallyrijder